# Église Saint-Pierre de Naves
Pour les articles homonymes, voir Église Saint-Pierre et Naves.
L'église Saint-Pierre est une église catholique située à Naves, en France elle date du XIVe siècle.

## Localisation
L'église est située dans le département français de la Corrèze, sur la commune de Naves.

## Historique

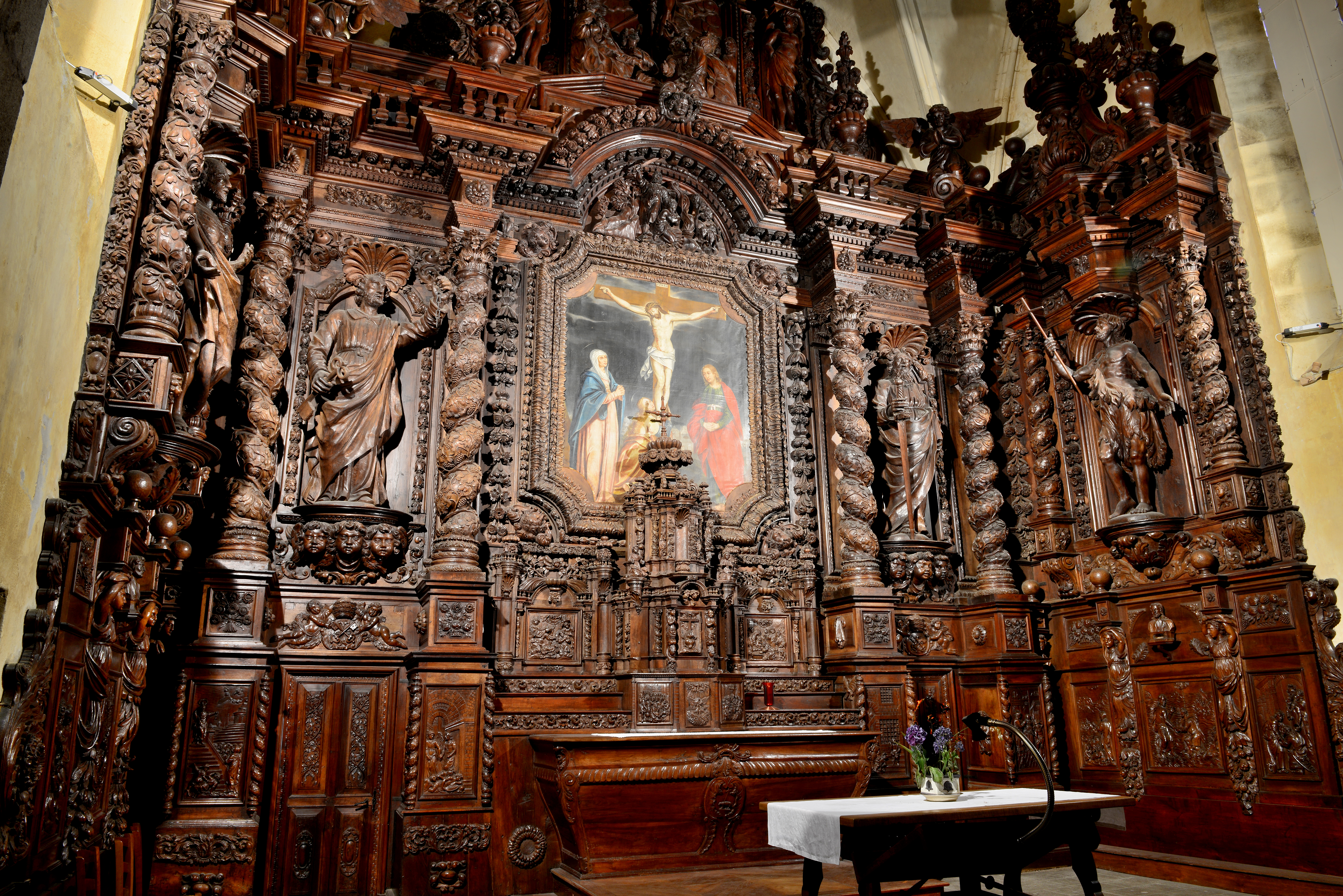
Le retable sculpté.

L'édifice est inscrit au titre des monuments historiques le 24 juin 1977 : le mobilier du chœur, notamment le retable en noyer sculpté et œuvre de Pierre et Jean Duhamel, est classé monument historique au titre objet depuis 1890.

## Galerie

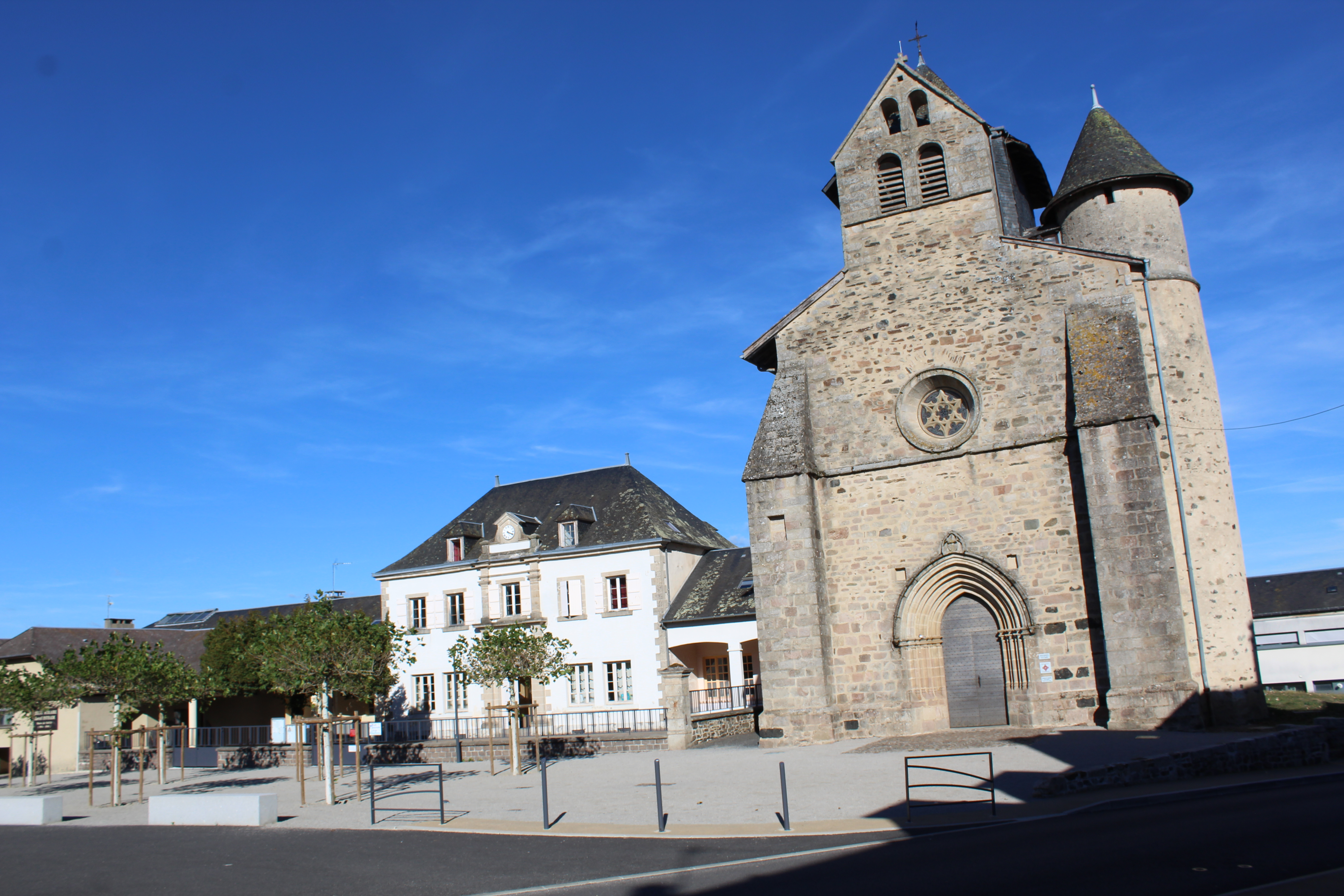
La place.
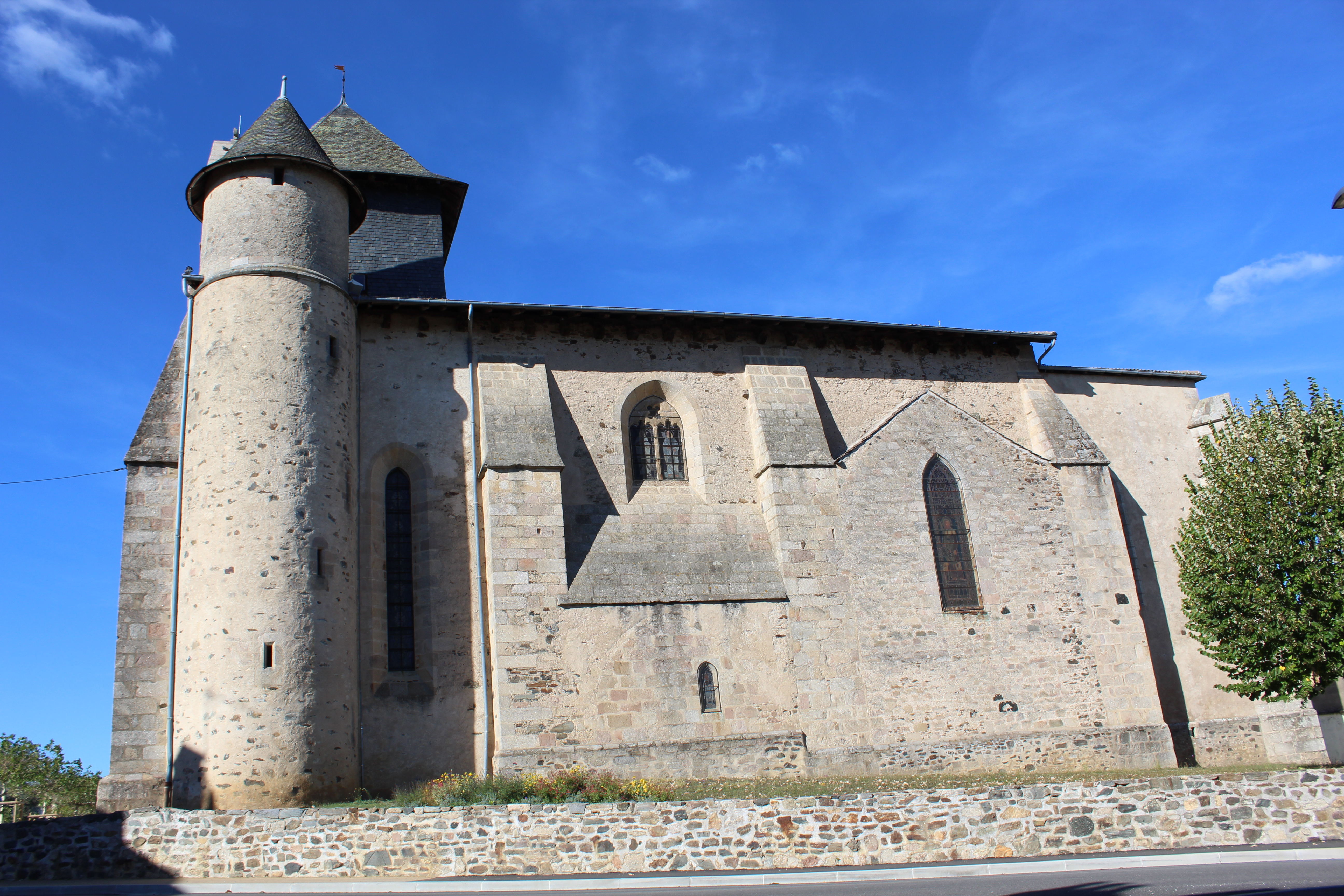
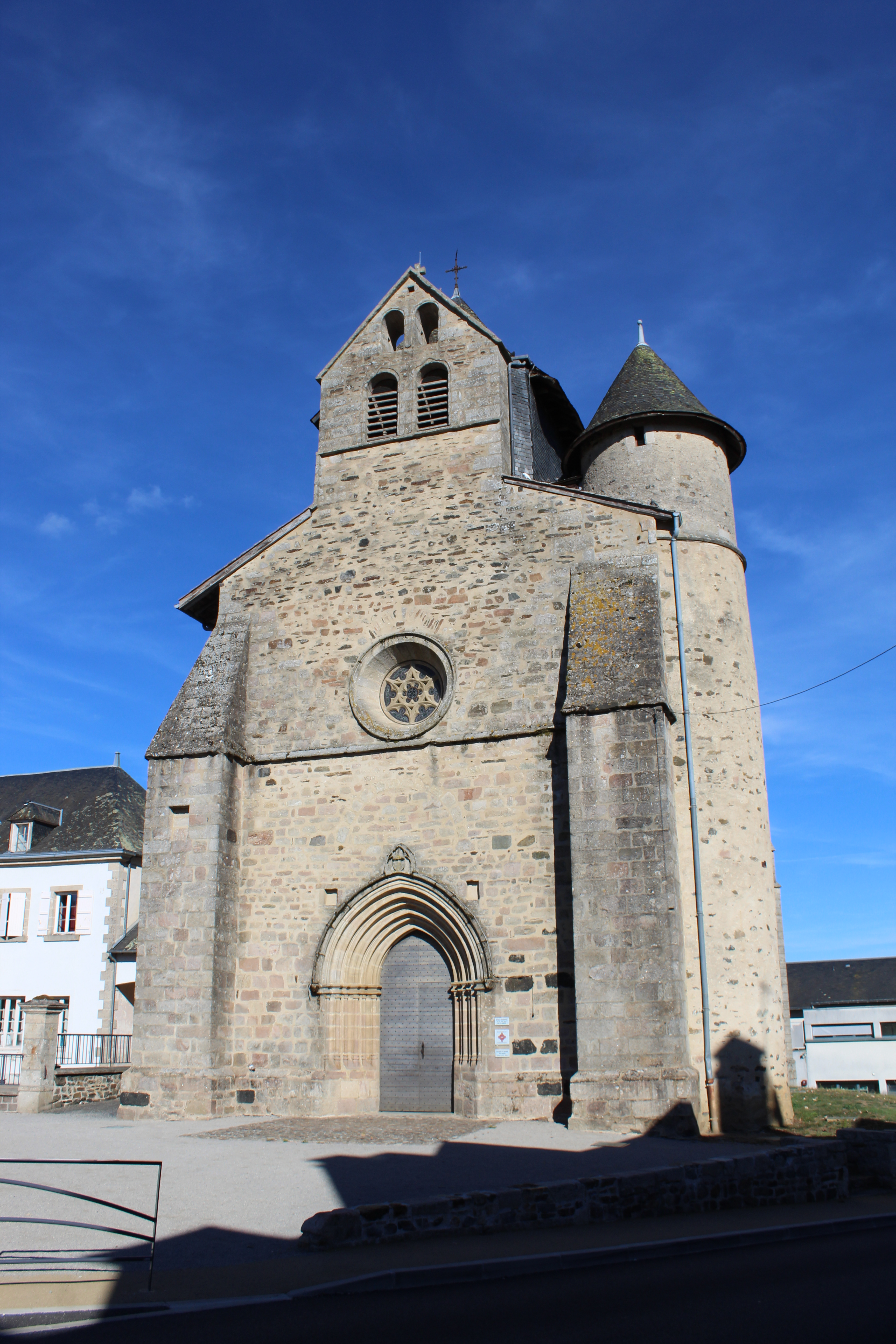
La façade de l'église soutenue par deux contreforts, flanquée d'une tour à sa droite.
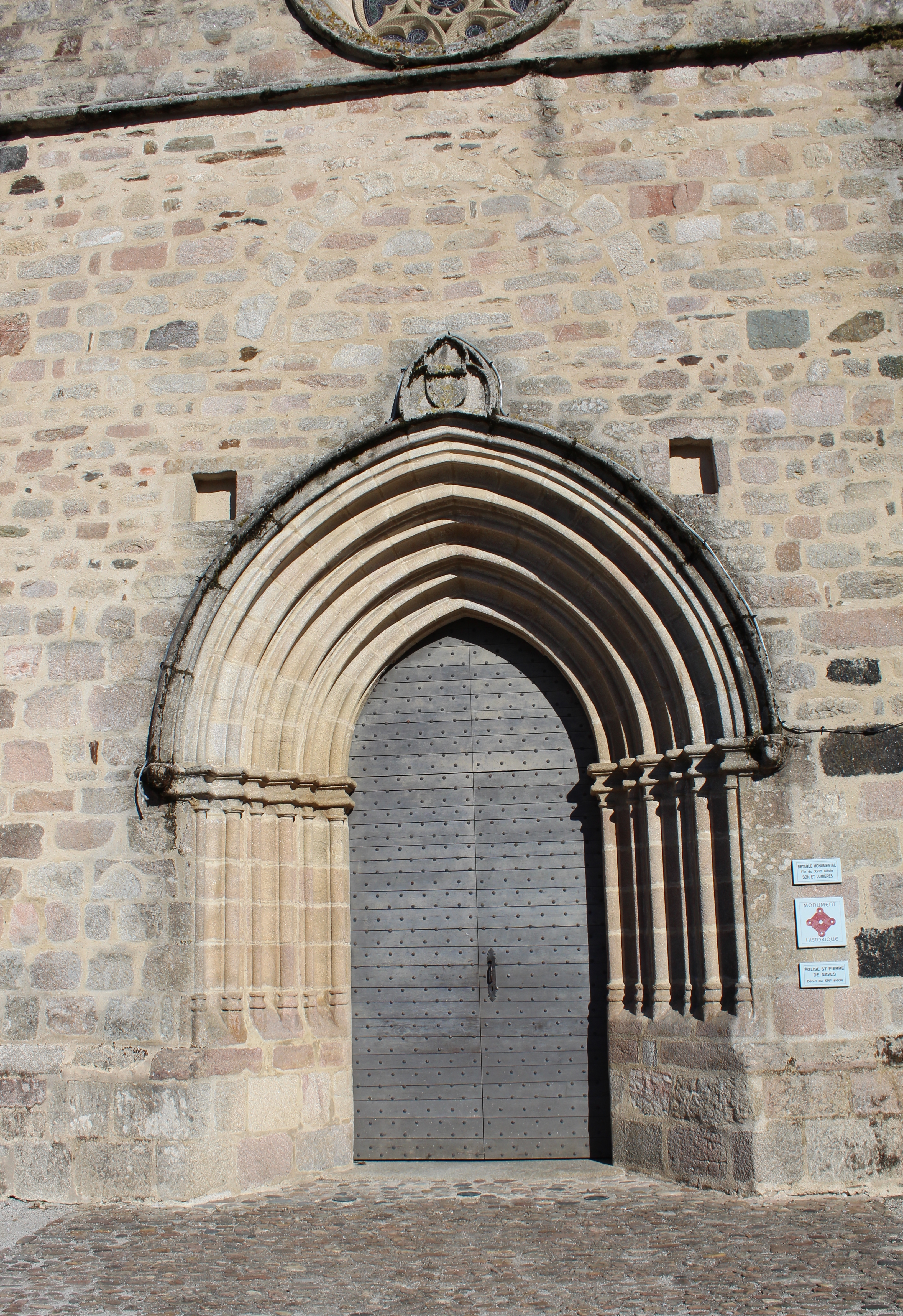
Le portail de l'église.
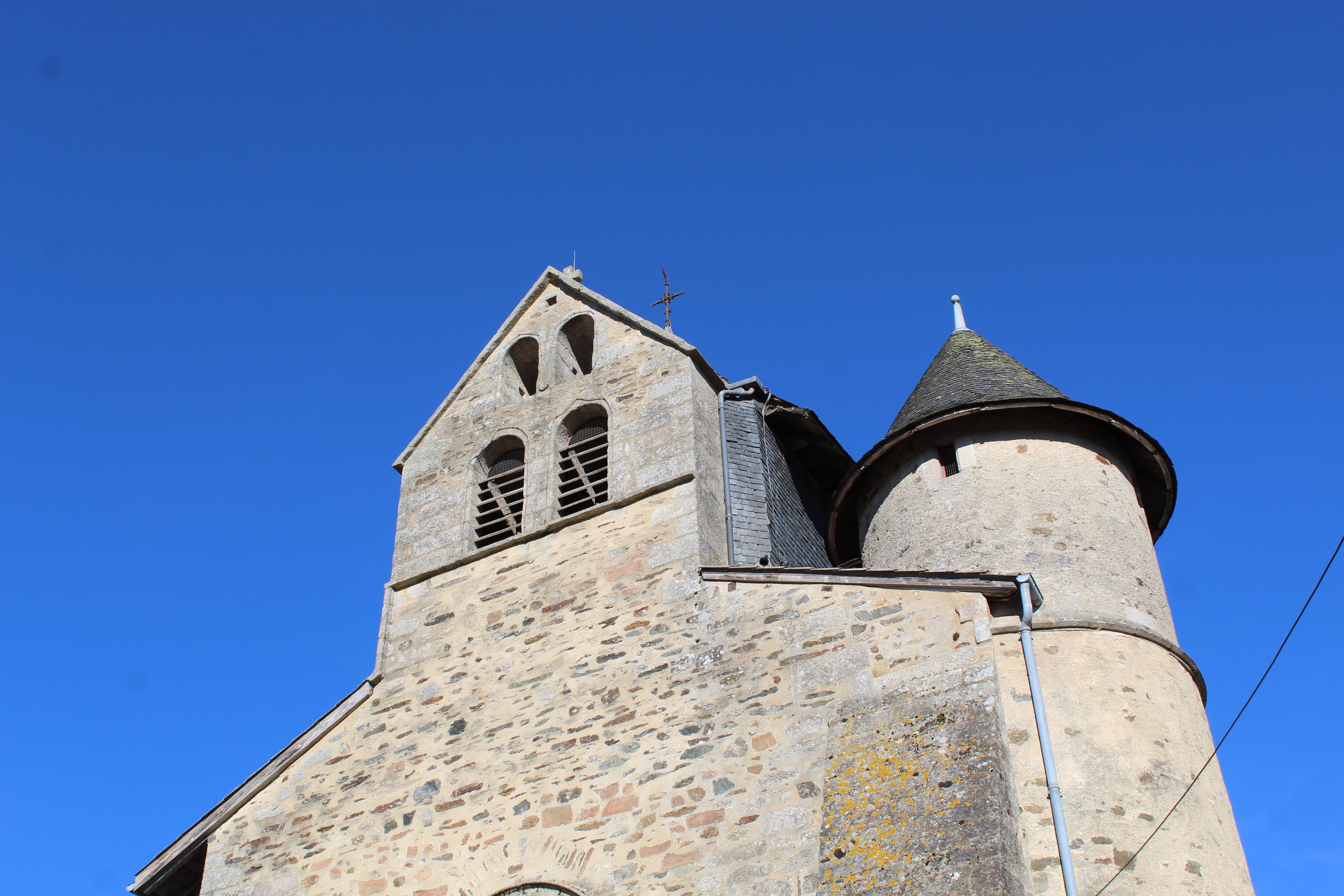